# Isla Mágica
Isla Mágica est un parc à thèmes situé à Séville, dans la communauté autonome d'Andalousie, en Espagne. Il a été formé en profitant de certaines installations de l'Exposition universelle de 1992 . Le parc comprend six zones thématiques et une zone aquatique appelée Agua Mágica.

## Histoire

Premier logo du parc.

En 1992 a lieu à Séville l'Exposition Universelle. Le projet d'un parc d'attractions émerge à cette époque, avec l'idée de le construire sur le terrain de l'exposition (La Cartuja), lieu hautement symbolique puisque Christophe Colomb y aurait préparé sa plus célèbre expédition. Le parc choisit donc de suivre la thématique des siècles des grandes découvertes. 
La construction commence en 1995 pour se terminer en 1997. Le roi Juan Carlos inaugure le parc sous le nom d’Isla Mágica (Île Magique), le 28 juin de la même année. Sa construction aura coûté 20 milliards de pesetas.
À partir de 1999, alors que s'y ouvre une nouvelle zone (Quetzal), le parc connaît une phase de crise et s'endette progressivement alors que les nouveautés s'enchaînent.
En 2004 l'Institut officiel de crédit (ICO) annule 80 % de la dette du parc, lui permettant d'envisager l'avenir sous un jour plus optimiste. En 2007, le parc fête ses 10 ans d'existence et accueille pour l'occasion un nouveau parcours scénique : Capitán Balas. En 2009, El Cubo devient un espace polyvalent pour l'organisation d'événements. Avec une configuration d'Omnimax, il était à l'origine un planétarium puis devint un spectacle laser et musicale grâce au constructeur Sky Skan. 
Le 8 janvier 2013, la banque espagnole CaixaBank annonce que le groupe français Looping fait l'acquisition d'Isla Mágica qui rejoint donc les autres sites touristiques du groupe.
En 2014, Isla Mágica ouvre son parc aquatique nommé Agua Mágica. Il représente un investissement de cinq millions d'euros. D'une superficie de 15 000 m2, celui-ci peut accueillir 2 500 nageurs dans une piscine à vagues, sept types de toboggans aquatiques, une piscine familiale et pour enfants et une lazy river. Le parc aquatique prend la place de la zone thématique Mundo Maya.
Cette même année, Cinemoción, le simulateur virtuel du constructeur SimEx-Iwerks datant de l'Exposition universelle de 1992, est mis hors service.

## Parc d'attractions

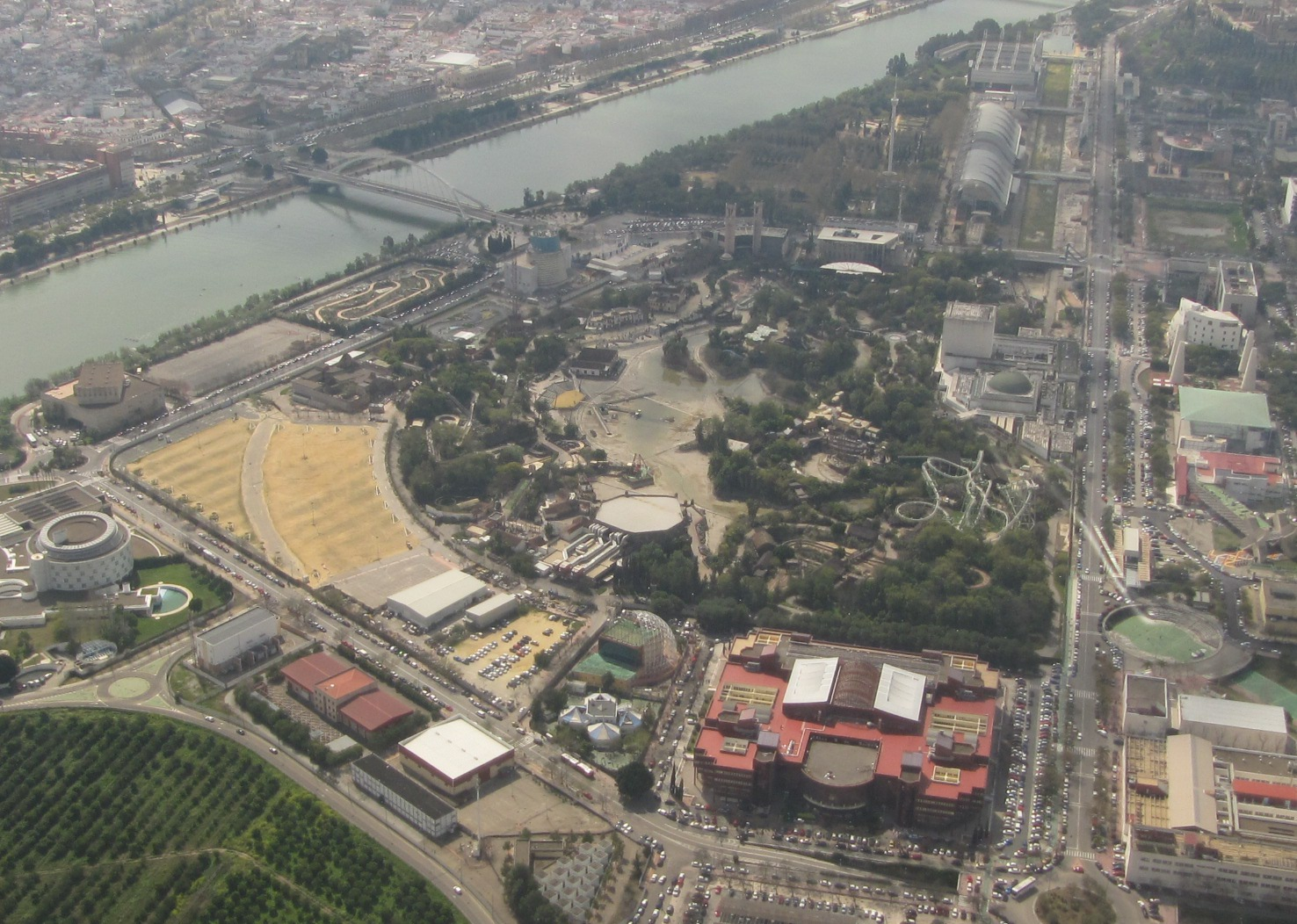
Vue aérienne du parc.

Le parc est divisé en sept zones thématiques :
- Agua Mágica, anciennement Mundo Maya (Monde Maya, anciennement Quetzal) - Le monde perdu des Mayas (pyramide, volcans et végétation luxuriante).
- Sevilla, Puerto de Indias (Séville, Porte des Indes) - Elle représente le port de Séville au XVIe siècle.
- Puerta de América (La Porte des Amériques) - Le Fort de San Felipe évoque Carthagène des Indes et accueille les navigateurs.
- Amazonia (Amazonie) - Végétation abondante à travers laquelle on retrouve quelques habitations indigènes.
- La Guarida de los Piratas (Le Port des Pirates) - Le monde des corsaires avec une frégate servant de scène pour les spectacles.
- La Fuente de la Juventud (La fontaine de jouvence) - Espace consacré aux enfants.
- El Dorado - Sur la terre inconnue pleine de richesse.

### Montagnes russes
| Nom                 | Type                                | Constructeur | Année | Quartier            |
| ------------------- | ----------------------------------- | ------------ | ----- | ------------------- |
| Jaguar (El)         | montagnes russes en métal inversées | Vekoma       | 1997  | Amazonie            |
| Tren de Potosí (El) | Montagnes russes en métal junior    | C&S          | 1997  | Porte des Amériques |

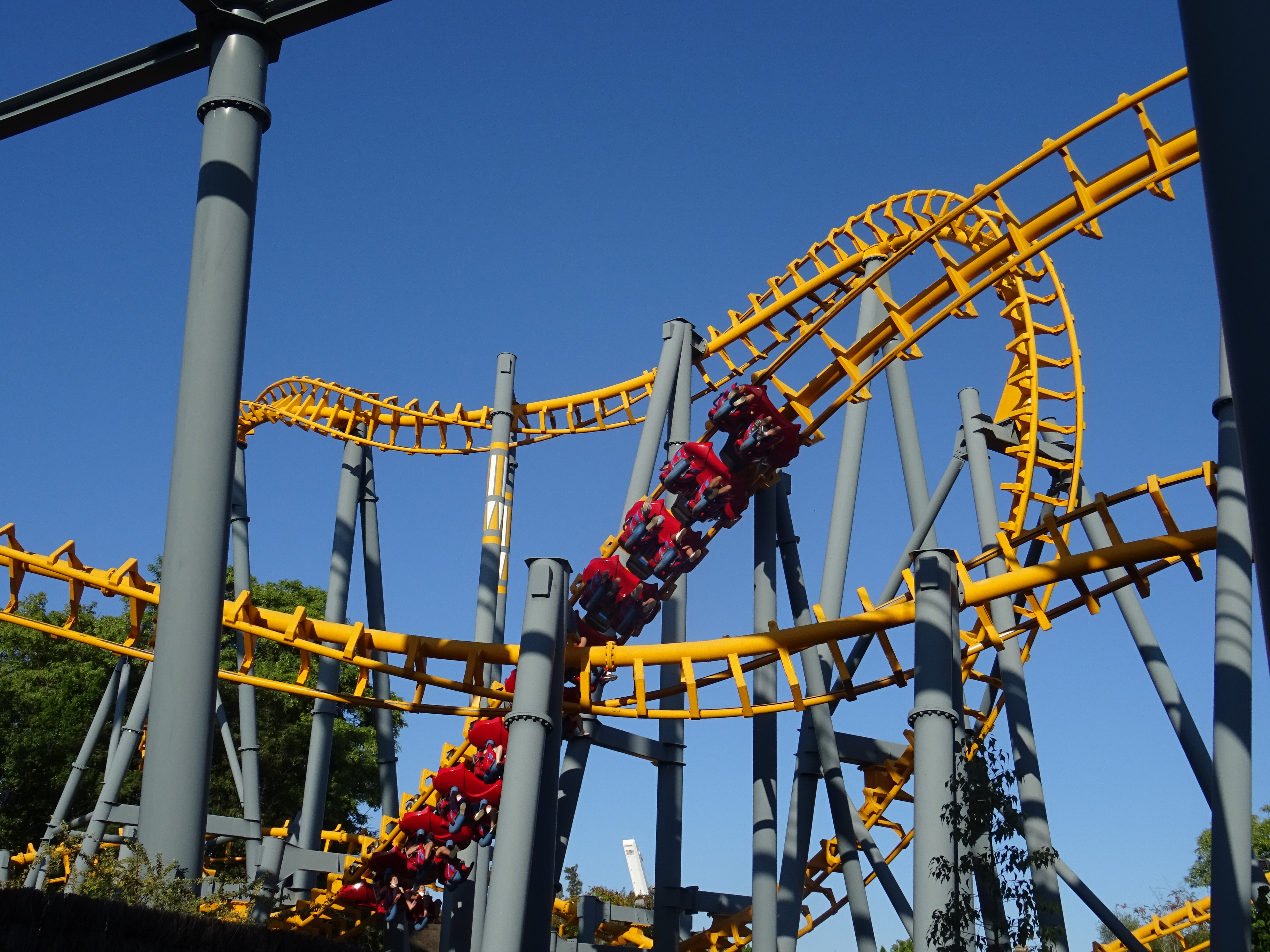
El Jaguar
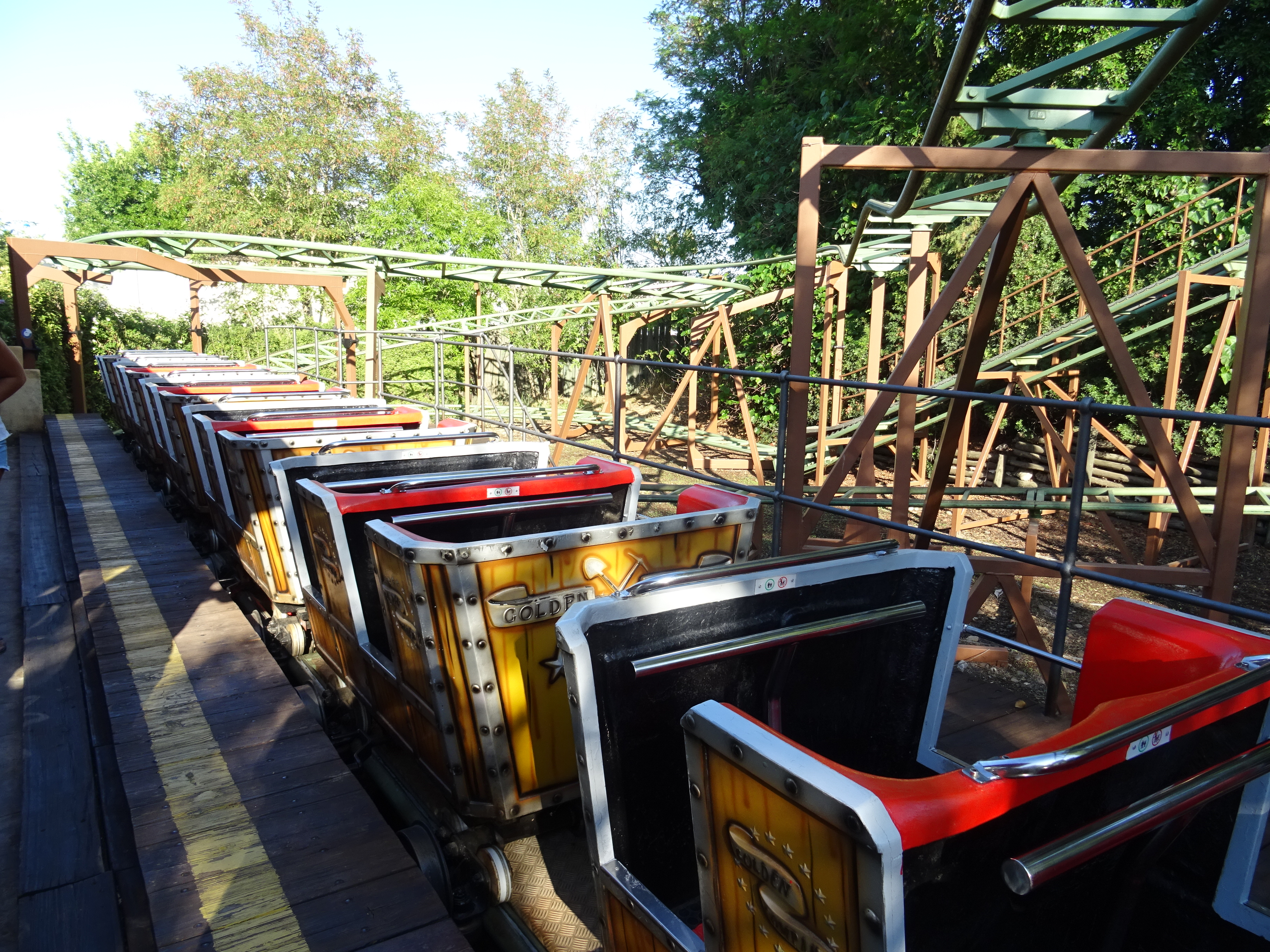
El Tren de Potosí

### Attractions aquatiques
| Nom                 | Type                    | Constructeur   | Année | Quartier                 |
| ------------------- | ----------------------- | -------------- | ----- | ------------------------ |
| A los Cañones       | Watermania              | Zamperla       | 2020  | Le Port des Pirates      |
| Anaconda            | Bûches                  | Mack Rides     | 1997  | Porte des Amériques      |
| Bucaneros (Los)     | Splash Battle           | SBF Visa Group | 2011  | Séville, Porte des Indes |
| Caimán Bailón (El)  | Bûches junior           | Zamperla       | 1997  | Fontaine de jouvence     |
| Iguazú              | Shoot the Chute         | Intamin        | 1997  | Amazonie                 |
| Náufragos (Los)     | Bûches junior           | Soquet         | 2019  | Le Port des Pirates      |
| Rápidos del Orinoco | Rivière rapide en bouée | Intamin        | 1997  | El Dorado                |
| Travesia (La)       | Embarcation             | Cubic Z        | 1997  | Séville, Porte des Indes |

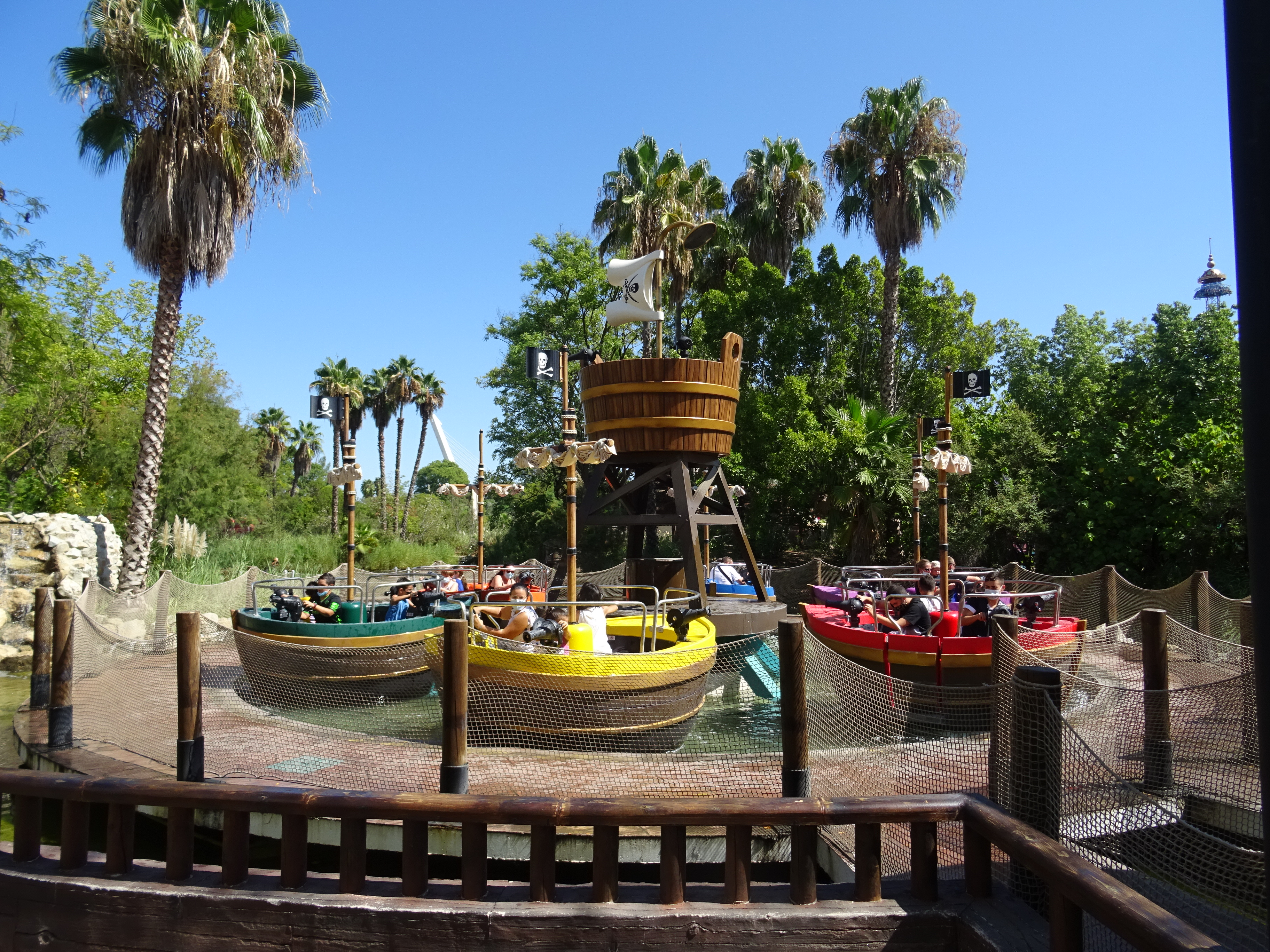
A los Cañones
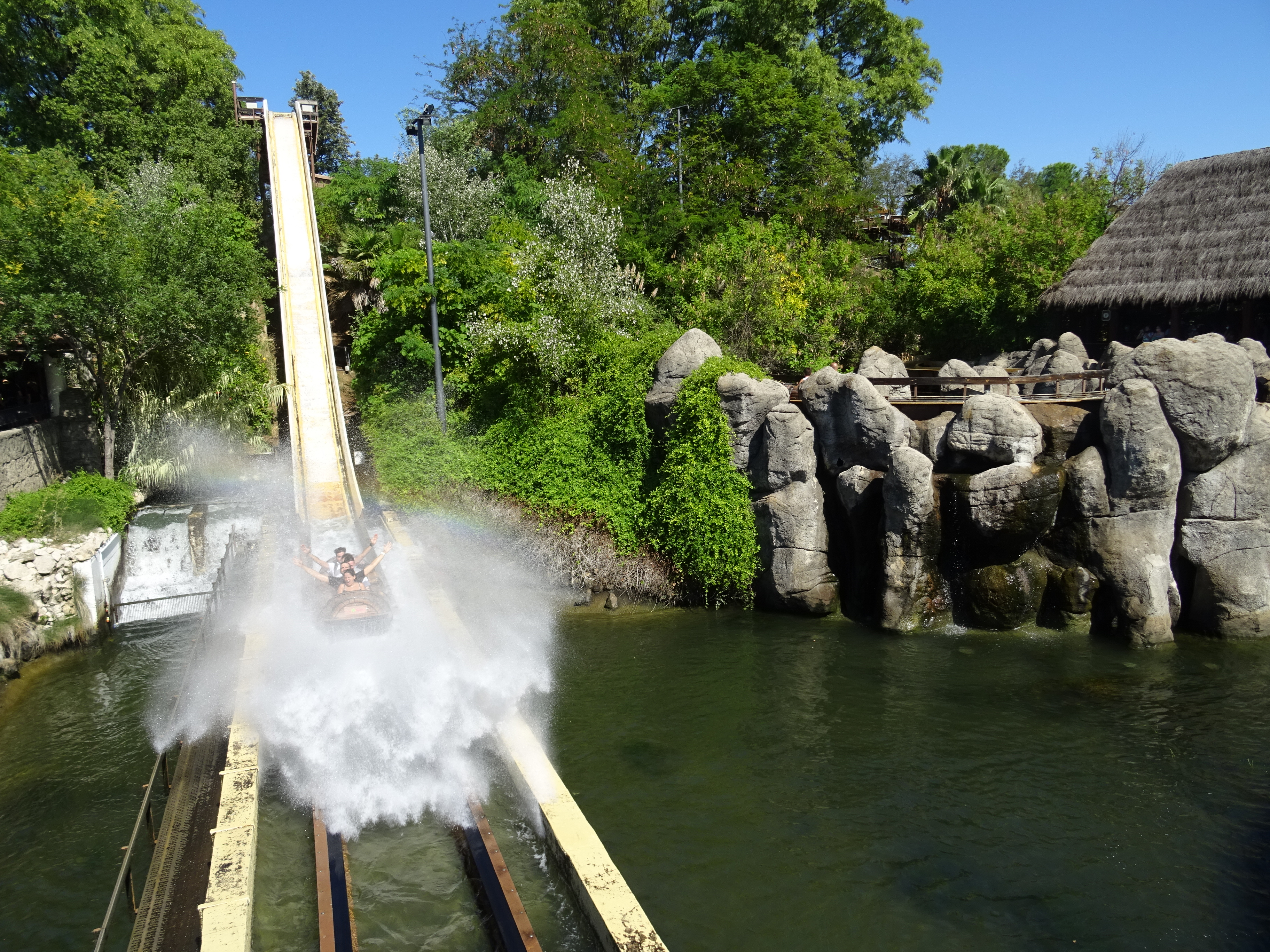
Anaconda
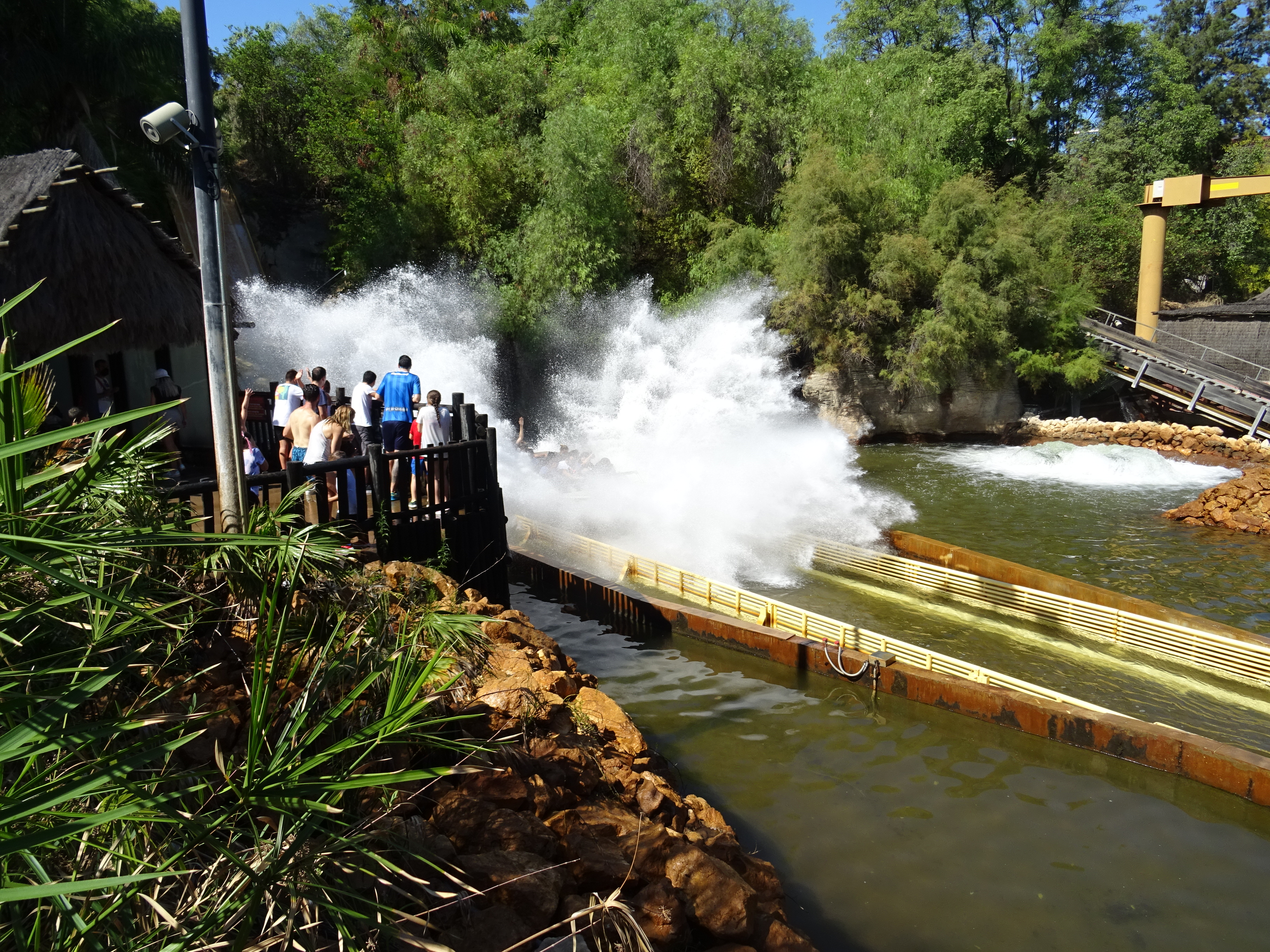
Iguazú
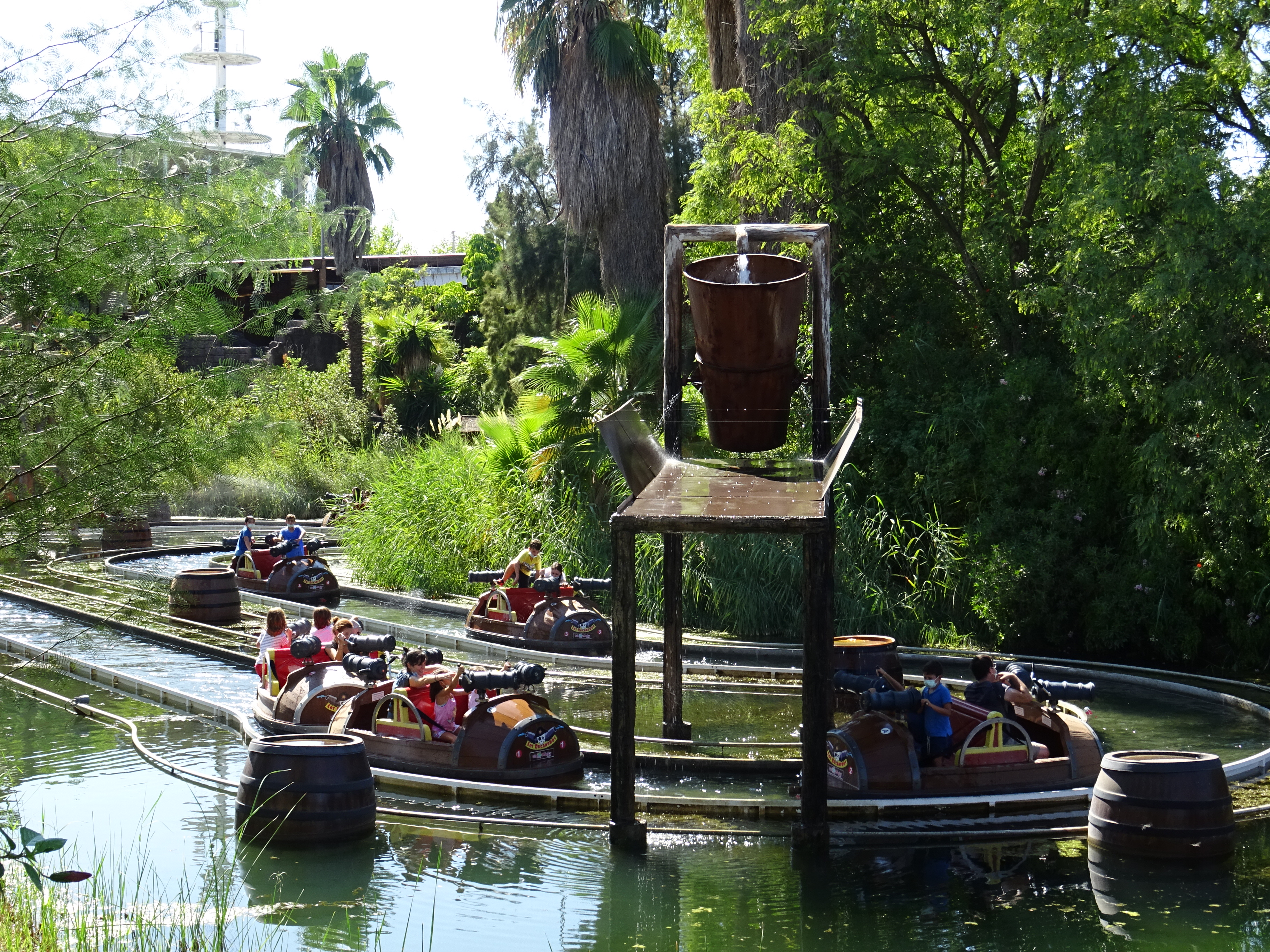
Los Bucaneros
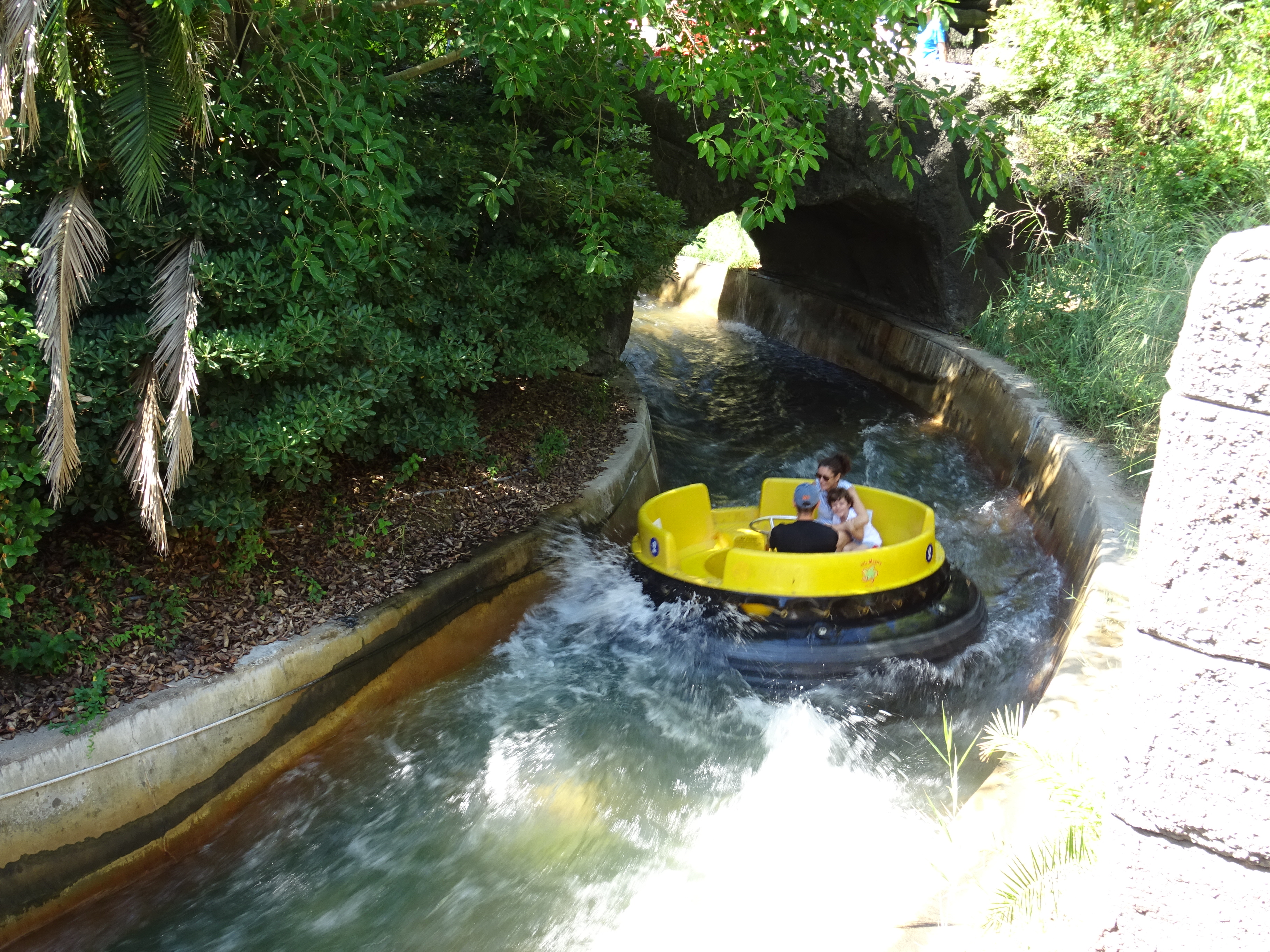
Rápidos del Orinoco

### Parcours scéniques
| Nom           | Type                         | Constructeur       | Année | Quartier            |
| ------------- | ---------------------------- | ------------------ | ----- | ------------------- |
| Capitán Balas | Parcours scénique interactif | Mack Rides / Heimo | 2007  | Le Port des Pirates |

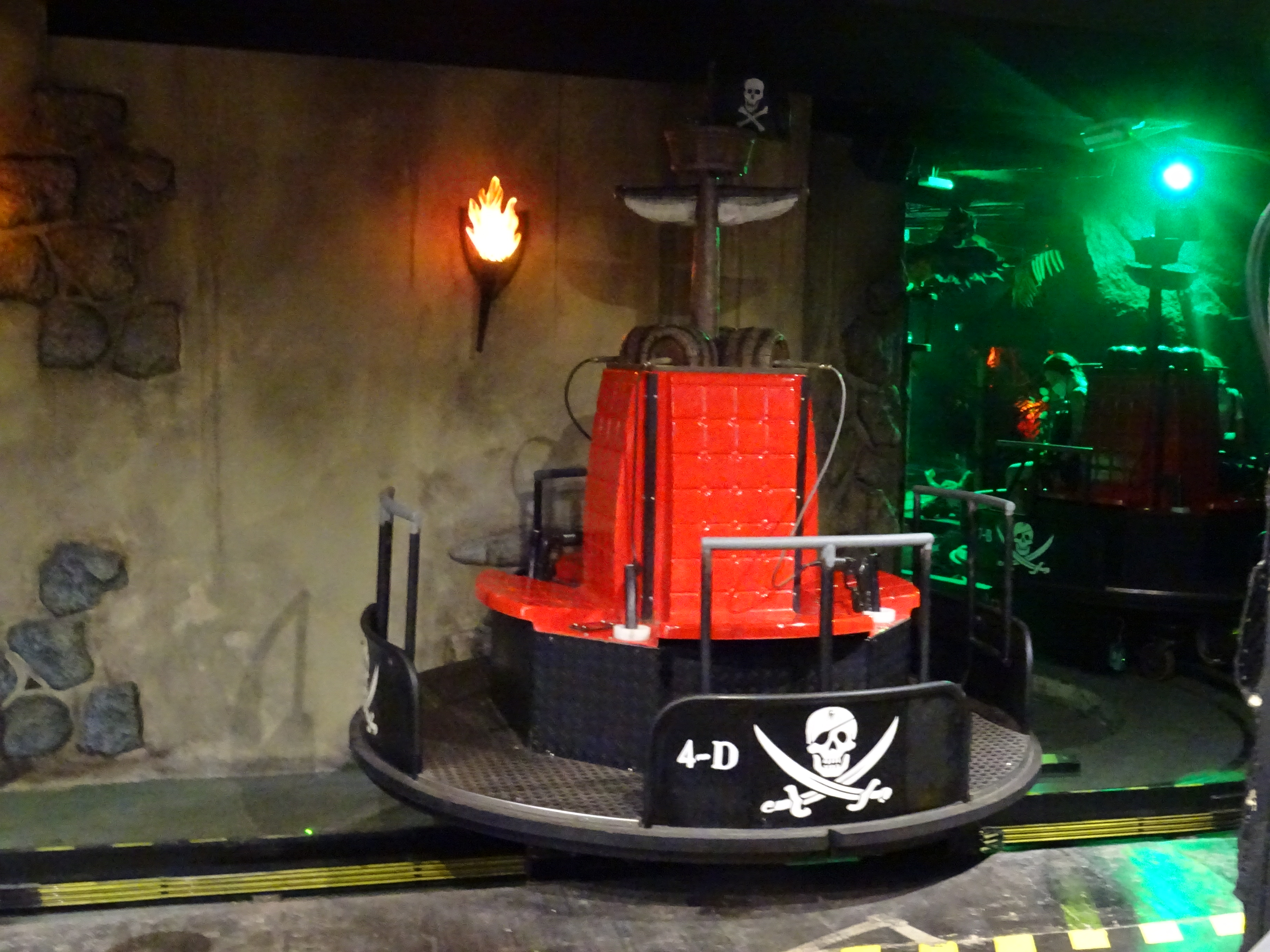
Véhicule de Capitán Balas

### Autres attractions
| Nom                   | Type                 | Constructeur     | Année           | Quartier                 |
| --------------------- | -------------------- | ---------------- | --------------- | ------------------------ |
| Carrusel Mágico       | Carrousel            | Peter Petz       | 1992 (expo '92) | Séville, Porte des Indes |
| Crisálida             | Manège avion         | Zamperla         | 1997            | Fontaine de jouvence     |
| Desafío (El)          | Chute libre          | Maurer Rides     | 2001            | Séville, Porte des Indes |
| Dimensión4            | Cinéma 4-D           | Kraftwerk / 3DBA | 2006            | El Dorado                |
| Llamas (Las)          | Chevaux galopants    | C&S              | 2006            | Amazonie                 |
| Navío Barbarroja      | Bateau à bascule     | SBF Visa Group   | 2010            | Porte des Amériques      |
| Rana Saltarina (La)   | Tour de chute junior | Zamperla         | 2001            | Fontaine de jouvence     |
| Rueda Primavera       | Grande roue junior   | Zamperla         | 1997            | Fontaine de jouvence     |
| Sapo Saltón           | Jump Around          | Zamperla         | 2009            | Porte des Amériques      |
| Toneles (Los)         | Tasses               | Zamperla         | 1997            | Le Port des Pirates      |
| Topetazú              | Autos-tamponneuses   | Zamperla / C&S   | 2001            | Amazonie                 |
| Tutti Frutti          | Plaine de jeux       |                  | 1997            | Fontaine de jouvence     |
| Vuelo del Halcón (El) | Chaises volantes     | Zamperla         | 1998            | El Dorado                |
| Zum-Zum: Las Abejitas | Monorail             | SBF Visa Group   | 2012            | Fontaine de jouvence     |

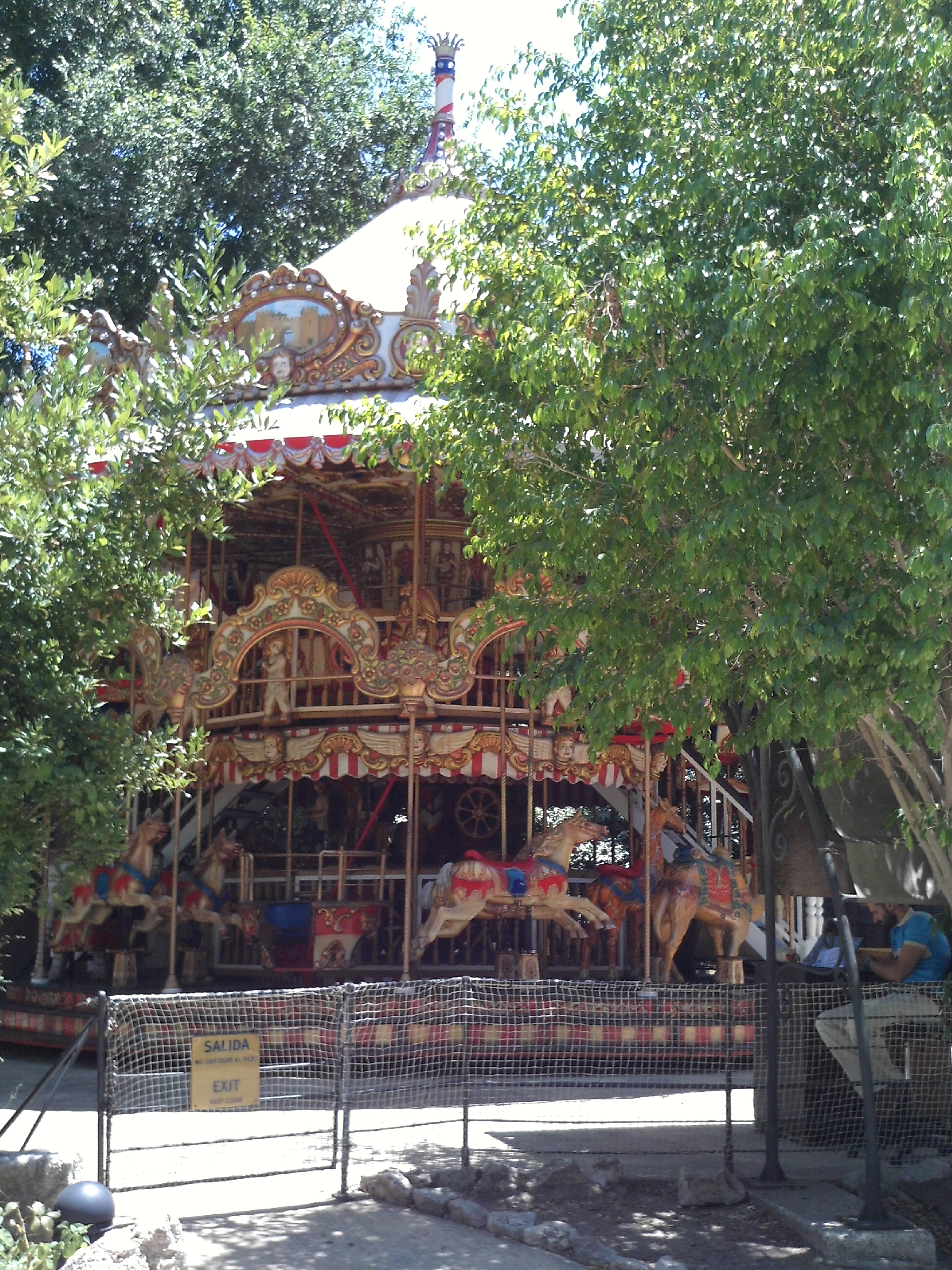
Carrusel Mágico
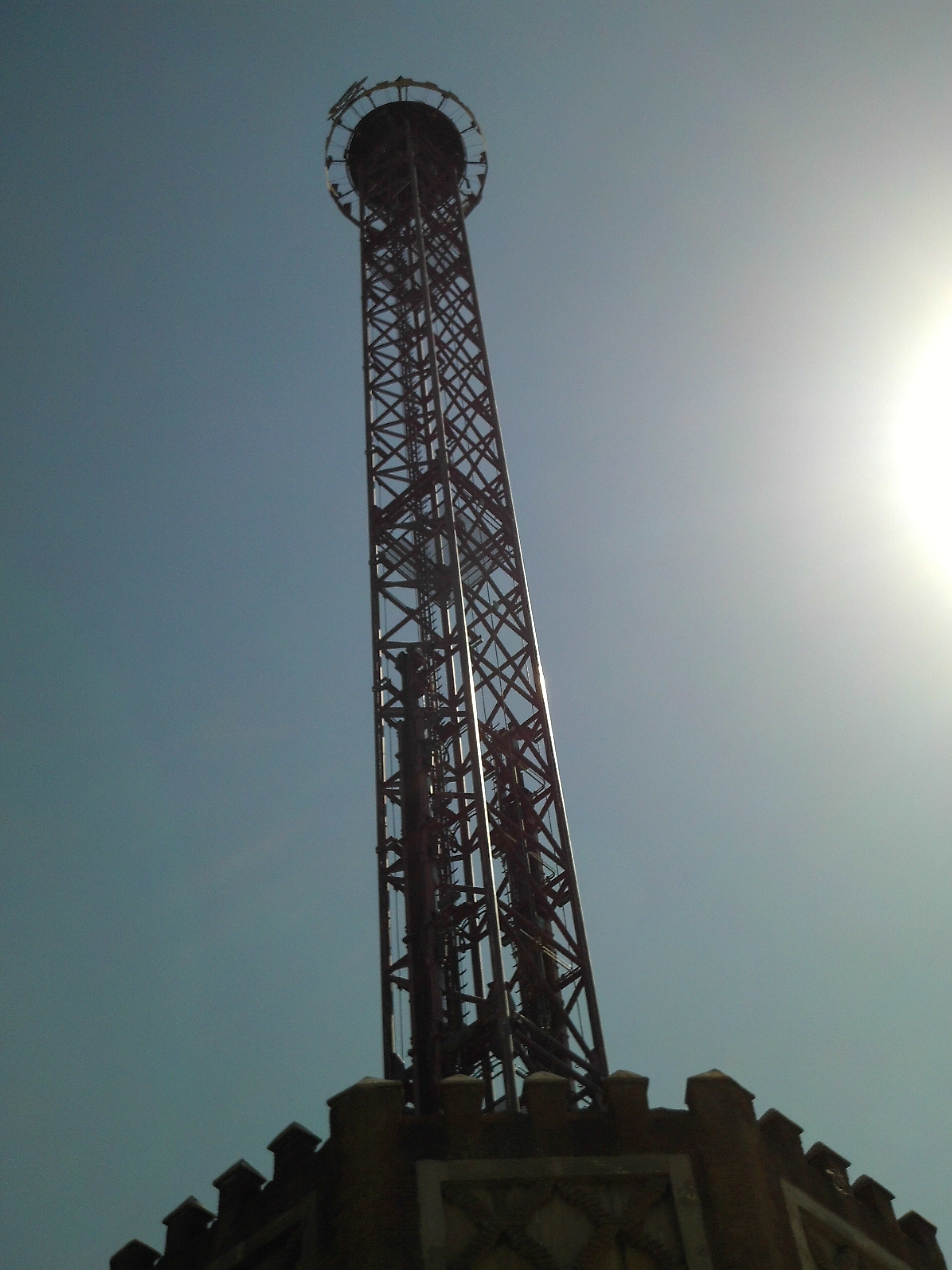
El Desafío
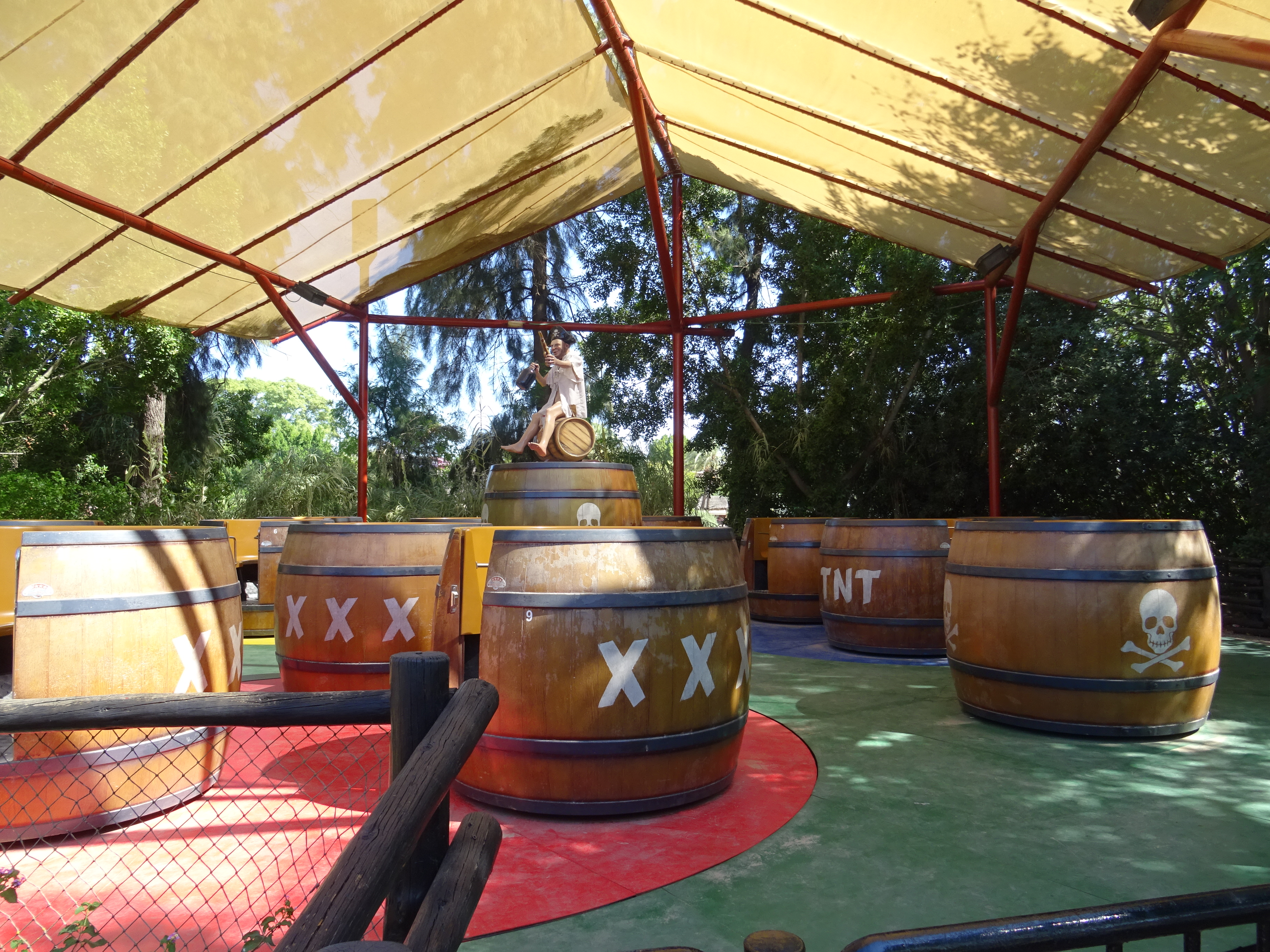
Los Toneles
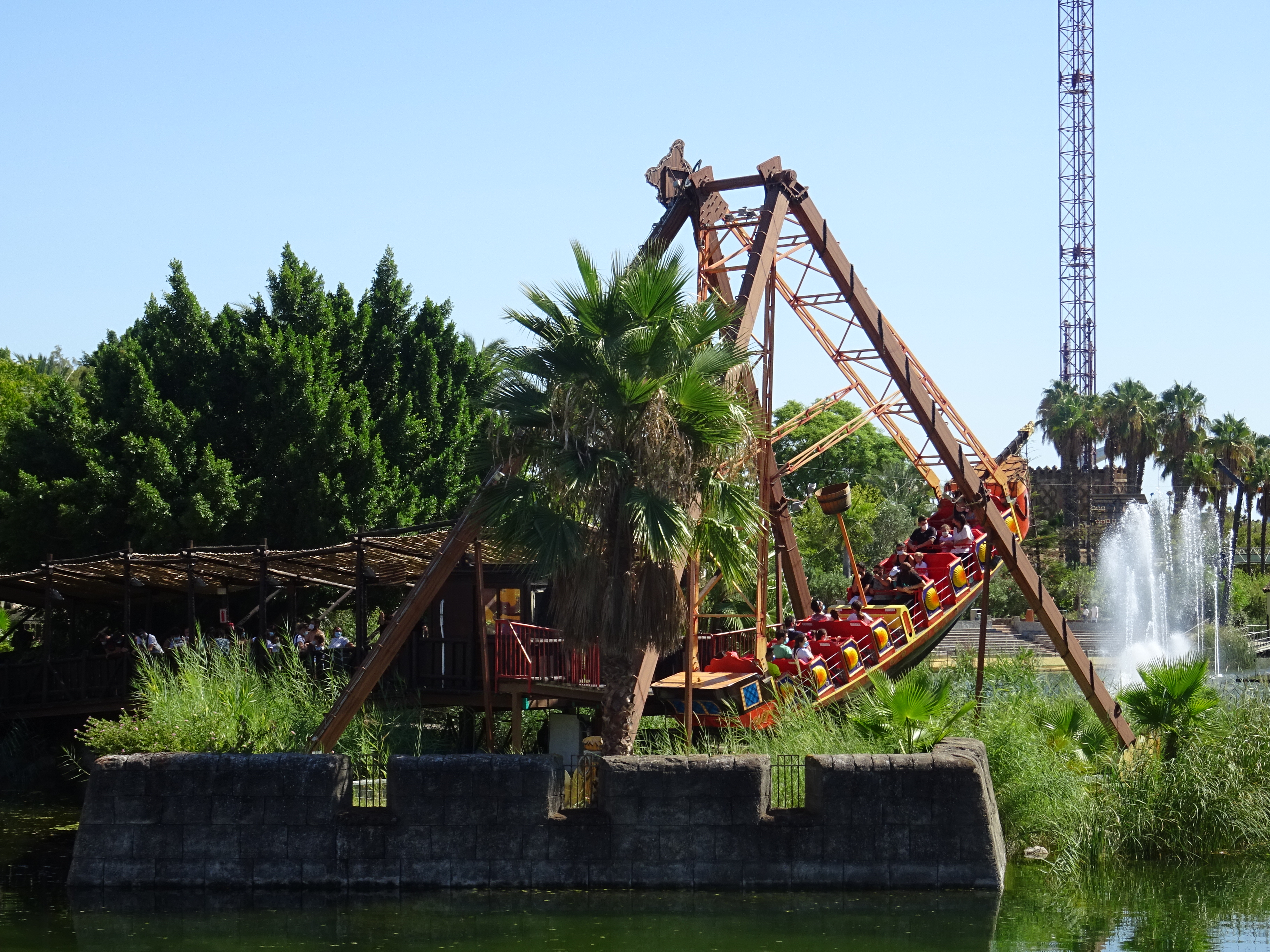
Navío Barbarroja
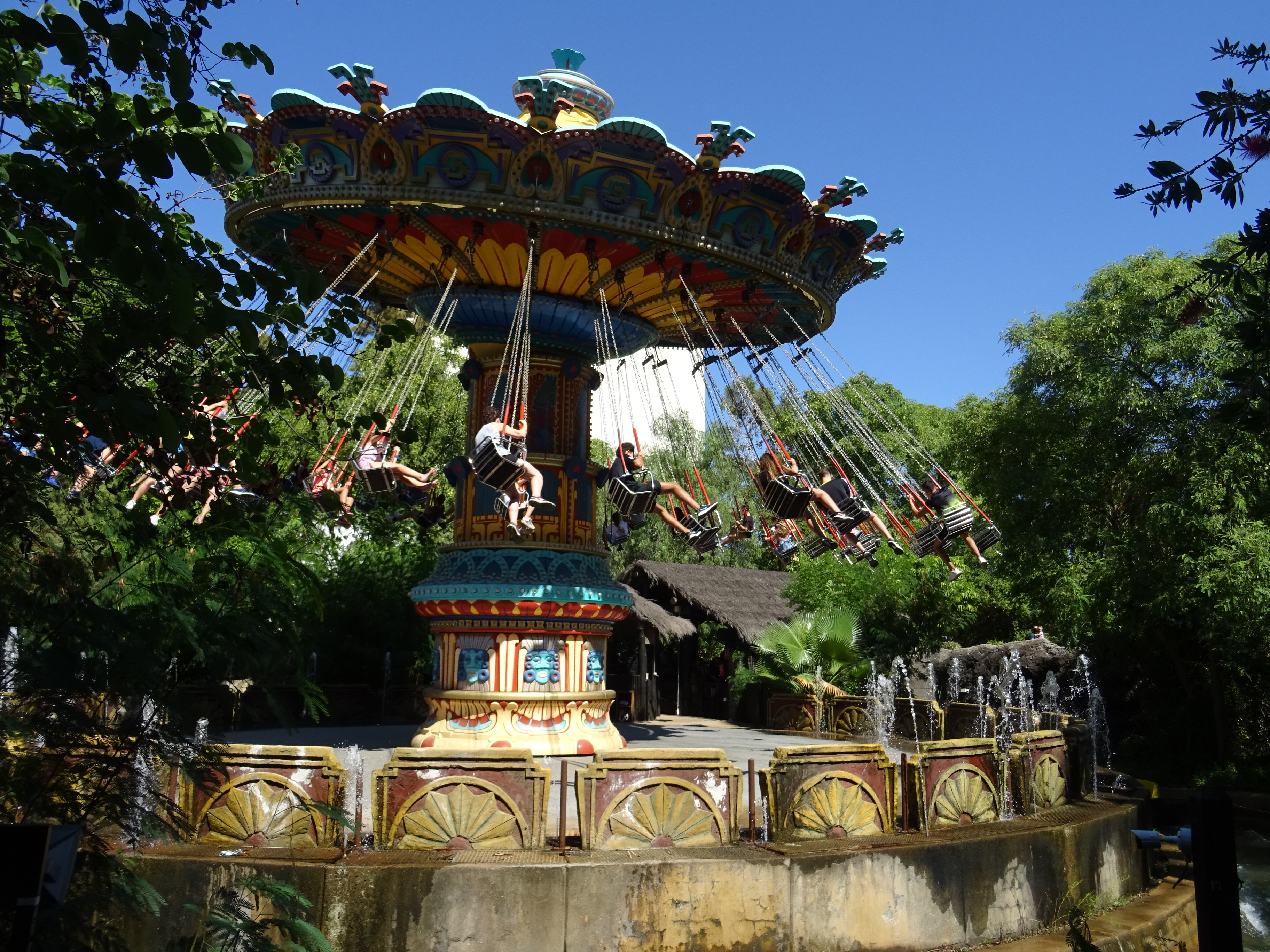
El Vuelo del Halcón

## Anciennes attractions
| Nom                      | Type              | Constructeur | Année       | Quartier            |
| ------------------------ | ----------------- | ------------ | ----------- | ------------------- |
| Furia de los Dioses (La) | Parcours scénique | Zamperla     | 1999 - 2010 | Quetzal             |
| Ciklón                   | Disk'O            | Zamperla     | 2005 - 2016 | Porte des Amériques |

## Agua Mágica

Logo d'Agua Mágica.

Agua Mágica, ouvre en 2014. La zone contient une plage artificielle, une piscine à vagues, des toboggans, des piscines familiales et pour enfants, des toboggans pour enfants et une rivière artificielle. En 2017, une piscine avec des tyroliennes a été ajoutée pour y sauter, une aire de jeux pour enfants et un espace détente.